# C'est la vie (自然捲專輯)
C'est la vie是自然捲的首張專輯，於2004年4月29日發行。自然捲因此專輯在2004年9月10日入圍新加坡金曲獎最佳組合及最佳新人（未獲獎），隔年獲得中華音樂人交流協會2004年十大專輯，並入圍台灣第16屆金曲獎最佳專輯、最佳樂團、最佳編曲等獎項。

## 曲目
1. Intro
2. 99滴眼淚
  - 作詞：奇哥／娃娃　作曲：奇哥
3. 坐在巷口的那對男女
  - 作詞：奇哥　作曲：奇哥
4. 自然捲
  - 作詞：奇哥　作曲：奇哥
5. 老處女
  - 作詞：奇哥　作曲：奇哥
6. Only In My Dream
  - 作詞：奇哥　作曲：奇哥
7. C'est La Vie
  - 作詞：奇哥／娃娃　作曲：奇哥
8. 明信片
  - 作詞：奇哥　作曲：奇哥
9. Beautiful
  - 作詞：奇哥　作曲：奇哥
10. How Much
  - 作詞：奇哥　作曲：奇哥
11. Queen Of The World
  - 作詞：奇哥　作曲：奇哥

## 迷你專輯
在2003年巡迴演唱會的期間，手工製作了迷你專輯自然捲，作為限定商品販售，收入的三首曲目為：自然捲、99滴眼淚以及明信片。

## 外部連結
- . 博客來.   [2025-01-18].